# Grave (película)
Grave (titulada Voraz en Hispanoamérica y Crudo en España) es una película de terror franco-belga escrita y dirigida por Julia Ducournau. Se proyectó en la Semana de la Crítica del  Festival de Cannes de 2016, donde ganó el Premio FIPRESCI. La película cuenta la historia de una joven vegetariana que se convierte en caníbal.
Durante una proyección en el Festival Internacional de Cine de Toronto de 2016 tuvieron que intervenir los técnicos sanitarios debido a que dos personas se desmayaron ante lo explícito de ciertas escenas.

## Sinopsis
Justine, quien ha sido vegetariana toda su vida, comienza su primer semestre en la escuela de veterinaria, la misma a la cual asiste su hermana mayor, Alexia, y en donde sus padres se conocieron. En la primera noche, conoce a Adrien, su compañero de cuarto y luego son forzados en participar de una serie de retos como ceremonia de iniciación. Son llevados a una fiesta, en donde Alexia le muestra viejas fotos de estudiantes bañados en sangre, incluyendo a sus padres. A la mañana siguiente, los estudiantes nuevos son rociados con sangre y son forzados a comer riñones de conejo crudos. Justine se niega, debido a su vegetarianismo, pero Alexia la obliga a comer uno. Justine se va con Adrien y más tarde descubre unas lesiones cutáneas en su cuerpo. El doctor le dice que se debe a envenenamiento por comida y le suministra una crema.
Al día siguiente, Justine comienza a sentir ansias de comer carne, lo que le hace sentir avergonzada. A la noche, va con Adrien a una tienda, para que nadie la vea comiendo carne. Aun no satisfecha, a la mañana come pollo crudo y luego regurgita parte de su cabello que había estado masticando. Esa noche, Alexia le quiere realizar un cavado, pero al intentar cortar la cera con unas tijeras, Justine da una patada y Alexia accidentalmente se corta un dedo. Alexia se desmaya y Justine agarra el dedo. Al oler la sangre se lo come, justo cuando Alexia vuelve en sí. Sin embargo, esta miente a sus padres diciendo que fue el perro quien se lo comió.
A la mañana siguiente, Alexia lleva a Justine a una ruta desierta, donde salta repentinamente cuando un auto se acerca, provocando que este se estrelle contra un árbol. Alexia comienza a alimentarse de uno de los pasajeros, intentando darle una lección a su hermana. A pesar de ello, el ansia de carne humana de Justine sigue creciendo, a la vez que comienza a sentir deseos por Adrien. Esa noche, concurre a una fiesta donde, como parte del mismo ritual de iniciación, le arrojan pintura y la obligan a besarse con alguien. Mientras se besan, Justine muerde el labio del muchacho, dejando a sus compañeros con muestras de disgusto. Justine vuelve a su habitación y se da una ducha, donde se muerde parte de su propio labio y lo come. Luego se encuentra con Adrien y tienen relaciones sexuales. Durante las mismas, Justine quiere morder a Adrien, pero en cambiose muerde su propio brazo hasta hacer que desangre, mientras tiene un orgasmo.
En otra fiesta, Justine se emborracha y Alexia la lleva a una morgue. Al día siguiente, todos la miran, algunos incluso intentan evadirla. Adrien le muestra un video, en donde se ve a Justine caminando en cuatro patas, intentando darle una mordida a un brazo, el cual Alexia sostiene a distancia, frente a los gritos de varios de los asistentes a la fiesta. Justine confronta a Alexia y comienzan a luchar, llegando incluso a morderse, hasta que son separadas por otros estudiantes. Justine ayuda a su hermana a incorporarse y se van caminando hacia sus habitaciones. A la mañana siguiente, Justine se despierta en su cama y detecta sus manos ensangrentadas, tras lo cual mueve las sábanas, encontrando el cadáver de Adrien, que aparece con una pierna comida, además de haber sido apuñalado por la espalda. Justine observa a Alexia tirada en el suelo. Justine inicialmente está furiosa con su hermana por haber matado a Adrien, pero finalmente la limpia, junto a sí misma, en la ducha.
Alexia es encarcelada por el asesinato de Adrien y Justine es enviada a su casa. Allí, su padre le dice que lo ocurrido no es culpa de Alexia ni tampoco suya. Le explica que cuando conoció a su madre, no podía comprender por qué ella no quería estar con él. Y que finalmente se dio cuenta cuando se besaron, mostrándole una cicatriz en su labio. Luego se abre la camisa, mostrando varias cicatrices y pequeños pedazos faltantes de su pecho, diciéndole a Justine que van a encontrar una solución.

## Reparto
- Garance Marillier como Justine.
- Ella Rumpf como Alexia.
- Rabah Naït Oufella como Adrien.
- Laurent Lucas como el padre de Justine.
- Joana Preiss como la madre de Justine.
- Bouli Lanners como el conductor.
- Marion Vernoux como una enfermera.
- Jean-Louis Sbille como el profesor.

## Estreno
Grave fue proyectada en el Cannes Film Festival de 2016. También ganó un premio en la Federación Internacional de la Prensa Cinematográfica.
Durante la proyección en el Toronto International Film Festival algunos espectadores se desmayaron debido a las fuertes escenas gráficas de la película y tuvieron que recibir atención médica.
La película tuvo un estreno limitado en los Estados Unidos por parte de Focus Features, que comenzó el 10 de marzo de 2017.

## Recepción
Grave recibió aclamación por parte de la crítica. En el portal de internet Rotten Tomatoes, la película posee una aprobación de 90%, basada en 145 reseñas, con una calificación de 7.8/10. Mientras que el consenso dijo lo siguiente: La violencia y sexualidad hacen alusión al título, pero están clavados con el ambiente y el profundo simbolismo que persiste mucho tiempo después de provocar un visual marchite.
En Metacritic la película tiene una puntuación de 81 de 100, basada en 33 reseñas indicando "universalmente aclamada".